# Medjez Amar
Medjez Amar là một đô thị thuộc tỉnh Guelma, Algérie. Dân số thời điểm năm 2002 là 6.426 người.